# Autoharpa

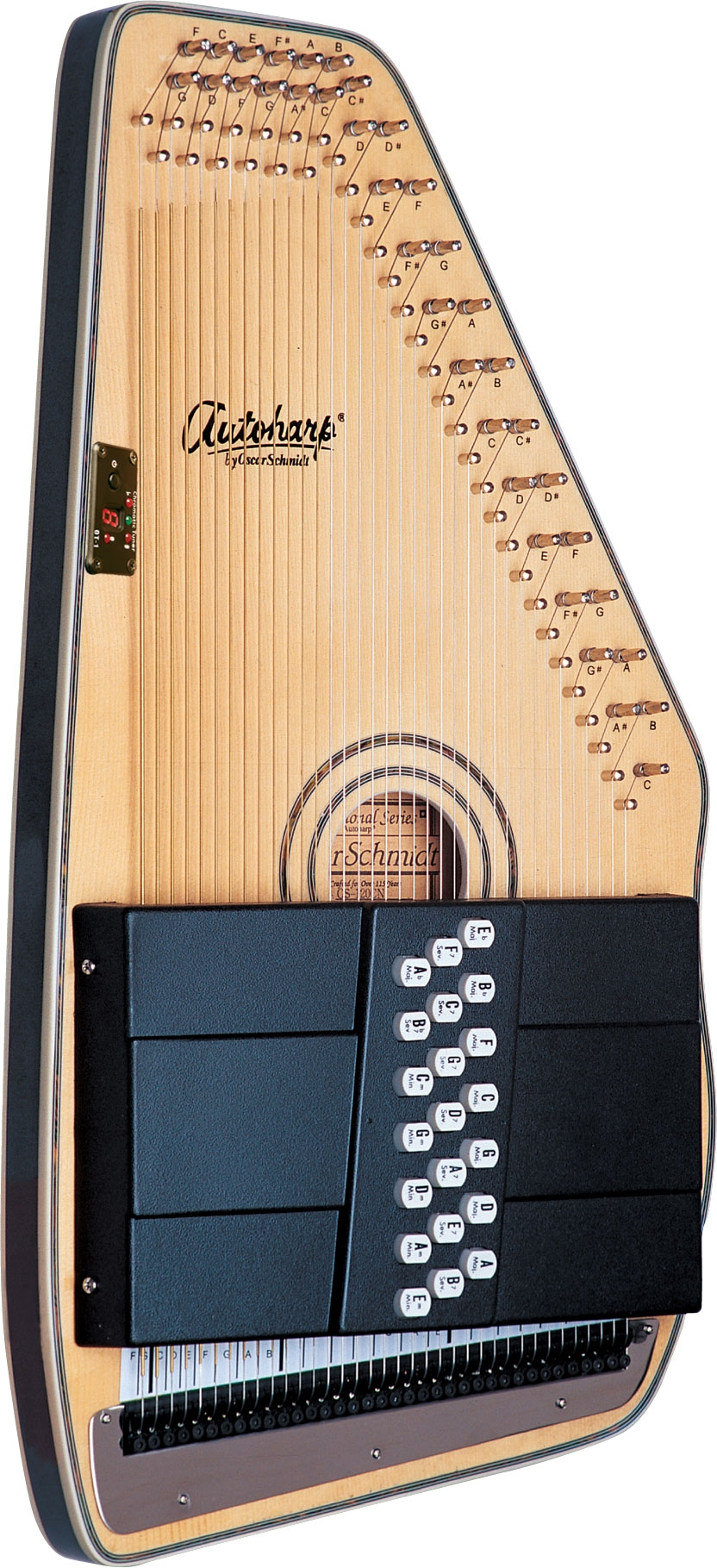
En autoharpa.

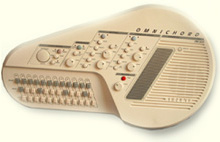
Ett omnichord, en elektronisk variant av autoharpan.

Autoharpa eller autoharp (efter engelska) är ett stränginstrument i cittrafamiljen, av tyskt ursprung. Instrumentet uppfanns i Tyskland i slutet av 1800-talet men är numera mest förknippat med bluegrass och folkmusik i Nordamerika.
Till skillnad från den vanliga cittran spelas autoharpan genom att man trycker ner en eller flera ackordknappar, samtidigt som man slår över strängarna. Dessa ackordknappar är kopplade till tvärgående, fjäderbelastade "spänger"; vid nedtryckning dämpar de alla strängar utom de som ska användas i ett aktuellt ackord.
En vidareutveckling av autoharpan är det elektroniska omnichordet, introducerat 1981 av Suzuki Musical Instrument Corporation. Även ett omnichord har olika knappar för att generera de olika ackorden, och den cittraliknande utformningen är snarlik.